# Ichneumon alpestriops
Ichneumon alpestriops là một loài tò vò trong họ Ichneumonidae.